# اس‌اس واشینگتنین
اس‌اس واشینگتنین (به انگلیسی: SS Washingtonian) یک کشتی بود که طول آن ۳۶۰ فوت ۱۱ اینچ (۱۱۰٫۰۱ متر) بود. این کشتی در سال ۱۹۱۳ ساخته شد.